# Glossu Rabban
Pour les articles homonymes, voir Rabban (homonymie).
Glossu Rabban, comte de Lankiveil, dit « Rabban la Bête » est un personnage de fiction issu du cycle de Dune de l'écrivain Frank Herbert, apparaissant dans le roman Dune.
Personnage mineur dans le roman original, il est plus développé dans le sous-cycle Avant Dune coécrit par le fils d'Herbert, Brian Herbert avec Kevin J. Anderson.

## Biographie du personnage

### Origines
Glossu Rabban, comte de Lankiveil, est le plus vieux neveu du baron Vladimir Harkonnen et, à ce titre, en première ligne pour lui succéder, le baron n’ayant pas de descendance. « Rabban » était le nom de sa mère (nom matrilinéaire).
Rabban s’auto-proclame « la Bête » après avoir tué son père de ses propres mains. Alors qu'il était venu chercher son jeune frère Feyd-Rautha chez son père sur les ordres de son oncle, son père s’interposa. Il déclara à Rabban, qui menaçait de le tuer, qu’il ne pourrait pas le faire car il était un homme et pas une bête. Rabban le fit quand même et, c'est de là que vint son surnom.

### DansDune
Dans Dune, le baron Vladimir Harkonnen, après avoir triomphé de ses ennemis Atréides, confie à Rabban la gouvernance de la planète Arrakis, à charge pour lui d’augmenter la quantité d’Épice en « pressurant » la planète et ses habitants au maximum.
Ayant hérité du caractère cruel et sadique des Harkonnen, mais avec la réputation de manquer d'intelligence, il a pourtant plus de bon sens qu'il n'y paraît (il est par exemple le seul Harkonnen à considérer les Fremen comme un danger).
Le déchaînement de sa cruauté et son comportement tyrannique contre la rébellion fremen le fera rejeter par la population. C’est précisément ce sur quoi comptait le baron, pour imposer son neveu préféré Feyd-Rautha, le frère cadet de Rabban, qui aurait alors été accueilli en libérateur. Mais, devant l’inefficacité des méthodes de Rabban, la production d’Épice décline et attise la rébellion, ce qui provoque l’intérêt et la colère de l’empereur Shaddam IV.
Rabban meurt lors de la révolte d'Arrakis, tué par les Fremen quand ces derniers attaquent la capitale, Arrakeen.

## Interprètes
- Dans le film Dune (1984) de David Lynch, le personnage de Rabban est interprété par l'acteur Paul L. Smith.
- Dans les films Dune (2021) et Dune 2 (2024) de Denis Villeneuve, le personnage est interprété par Dave Bautista.